# Arcadi España García
Arcadi España García (Carcagente, Ribera Alta; 10 de diciembre de 1974) es un economista y político valenciano. Ha sido consejero del Consejo de la Generalidad Valenciana presidido por Ximo Puig, primero de Política Territorial (2019-2022) y después en Hacienda y Modelo Económico (2022-2023). En diciembre de 2023 fue nombrado secretario de Estado de Política Territorial.

## Biografía
Tiene formación en Ciencias Económicas y Empresariales por la Universidad de Valencia, especializándose en gestión pública. Ha ejercido en el ámbito privado como asesor financiero. También ha sido profesor asociado de Ciencias Políticas en la Universidad Complutense de Madrid. Es hijo de Arcadi España, uno de los grandes referentes del socialismo en la Ribera Alta de la provincia de Valencia que falleció en 2016.
En el ámbito político ha desempeñado diversos cargos en el partido socialista y en los gobiernos, tanto a nivel autonómico como estatal. En el 13.º Congreso del Partido Socialista del País Valenciano (PSPV) fue elegido como secretario de Estudios y Programas. Entre 2013 y 2015 desempeñó como jefe de gabinete del secretario General del PSPV-PSOE Ximo Puig. Después, entre 2015 y 2018 fue jefe de gabinete del presidente en el Consejo de la Generalidad Valenciana durante la IX Legislatura. También ha sido director del gabinete de la secretaría de Estado de Asuntos Constitucionales y Parlamentarios (Ministerio de Presidencia) y asesor del Ministerio de Trabajo. En la siguiente legislatura el presidente de la Generalidad Ximo Puig le nombró consejero de Política Territorial, Obras Públicas y Movilidad hasta que en mayo de 2022, con la primera gran remodelación del gobierno del Acuerdo del Botánico pasó a dirigir la consejería de Hacienda y Modelo Económico.
Consiguió el acta de diputado a las Cortes Valencianas en las elecciones de 2023 pero los partidos que formaban el gobierno del Botánico no consiguieron revalidar la mayoría suficiente y pasaron a la oposición al nuevo Consejo formado por el Partido Popular de la Comunidad Valenciana con el apoyo de Vox. En diciembre de 2023 fue nombrado secretario de Estado de Política Territorial.